# Саліф Кулібалі
Саліф Кулібалі (фр. Salif Coulibaly, нар. 13 травня 1988) — малійський футболіст, захисник клубу «ТП Мазембе».
Виступав, зокрема, за клуби «кальчіо Дйоліба» та «Естеґлал Хузестан», а також національну збірну Малі.

## Клубна кар'єра
Кар'ру футболіста розпочав у клубі «Джоліба» зі столиці Малі, міста Бамако. В 2008 році дебютував у його складі в малійській Прем'єр-лізі. В 2009 та 2012 роках в складі «Джоліби» ставав переможцем Прем'єр-ліги. В 2009 році став володарем кубку Малі. В складі цього клубу зіграв 4 матчі в Лізі чемпіонів КАФ та 1 матч (1 гол) у Кубку конфедерації.
Своєю грою за цю команду привернув увагу представників тренерського штабу клубу «Естеґлал Хузестан», до складу якого приєднався 2012 року. Відіграв за ахвазьку команду наступний сезон своєї ігрової кар'єри. Більшість часу, проведеного у складі «Естеґлал Хузестану», був основним гравцем захисту команди.
До складу клубу «ТП Мазембе» приєднався 2013 року. Відтоді встиг відіграти за команду з Лубумбаші 121 матч в національному чемпіонаті. За 3 сезони в команді з Лубумбаши Кулібалі виграв 2 чемпіонські титули і став переможцем Ліги чемпіонів КАФ 2015 року. Захисник взяв участь в обох фінальних матчах з УСМ Алжир.

## Виступи за збірну
Саліф зіграв свій перший матч за збірну Малі 13 жовтня 2012 проти збірної Ботсвани.
Кулібалі в складі збірної взяв участь в Кубку африканських націй 2013. Він провів лише один матч - гру за 3-n' місце проти збірної Гани, в якій малійці виявилися сильнішими - 3:1.
29 грудня 2014 року захисник був включений в заявку збірної для участі в Кубку африканських націй 2015. В Екваторіальній Гвінеї Кулібалі взяв участь у всіх трьох матчах групового етапу.
2012 року дебютував в офіційних матчах у складі національної збірної Малі. Наразі провів у формі головної команди країни 26 матчів.
13 червня 2015 року під час поєдинку квалфікаційного раунду Кубку африканських націй 2017 проти збірної Південного Судану Саліф відзначився першим забитим за збірну м'ячем.
У складі збірної був учасником Кубку африканських націй 2017 року у Габоні.

## Статистика виступів

### Клубна
Останнє оновлення 2 жовтня 2014 
| Виступи в клубі | Виступи в клубі   | Виступи в клубі | Ліга      | Ліга      |
| Сезон           | Клуб              | Чемпіонат       | Матчі     | Голи      |
| Іран            | Іран              | Іран            | Чемпіонат | Чемпіонат |
| --------------- | ----------------- | --------------- | --------- | --------- |
| 2013/14         | Естеґлал Хузестан | Про Ліга        | 16        | 2         |
| 2014/15         | Естеґлал Хузестан | Про Ліга        | 11        | 0         |
| Загалом         | Загалом           | Загалом         | 27        | 2         |

### У збірній
| Матчі Саліфа Кулібалі за збірну Малі |                   |                                                       |                                                          |         |      |                                                            |
| №                                    | Дата              | Місце проведення                                      | Суперник                                                 | Рахунок | Голи | Змагання                                                   |
| ------------------------------------ | ----------------- | ----------------------------------------------------- | -------------------------------------------------------- | ------- | ---- | ---------------------------------------------------------- |
| 1                                    | 13 жовтня 2012    | Стадіон Лобаце, Лобаце, Ботсвана                      | Ботсвана                                                 | 4:1     | —    | кваліфікація КАН 2013                                      |
| 2                                    | 9 лютого 2013     | Нельсон Мандела Бей, Порт-Елізабет, ПАР               | Гана                                                     | 3:1     | —    | Кубок африканських націй 2013                              |
| 3                                    | 24 березня 2013   | Стад Амагоро, Кігалі, Руанда                          | Руанда                                                   | 2:1     | —    | кваліфікація ЧС 2014                                       |
| 4                                    | 9 червня 2013     | Стад дю 26 Мар, Бамако, Малі                          | Руанда                                                   | 1:1     | —    | кваліфікація ЧС 2014                                       |
| 5                                    | 6 липня 2013      | Стад Модібо Кейта, Бамако, Малі                       | Гвінея                                                   | 3:1     | —    | Чемпіонат африканських націй 2014 (кваліфікаційний турнір) |
| 6                                    | 7 вересня 2014    | Стад дю 26 Мар, Бамако, Малі                          | Малаві                                                   | 2:0     | —    | кваліфікація КАН 2015                                      |
| 7                                    | 10 вересня 2014   | Стад Мустафа Чакер, Бліда, Алжир                      | Алжир                                                    | 0:1     | —    | кваліфікація КАН 2015                                      |
| 8                                    | 11 жовтня 2014    | Аддис-Абеба, Аддис-Абеба, Ефіопія                     | Ефіопія                                                  | 2:0     | —    | кваліфікація КАН 2015                                      |
| 9                                    | 15 жовтня 2014    | Стад дю 26 Мар, Бамако, Малі                          | Ефіопія                                                  | 2:3     | —    | кваліфікація КАН 2015                                      |
| 10                                   | 19 листопада 2014 | Стад дю 26 Мар, Бамако, Малі                          | Алжир                                                    | 2:0     | —    | кваліфікація КАН 2015                                      |
| 11                                   | 20 січня 2015     | Нуево Естадіо де Малабо, Малабо, Екваторіальна Гвінея | Камерун                                                  | 1:1     | —    | Кубок африканських націй 2015                              |
| 12                                   | 24 січня 2015     | Нуево Естадіо де Малабо, Малабо, Екваторіальна Гвінея | [[Файл:Шаблон:Прапор 20px\|20x13px\|20px]] Кот-д’Івуар   | 1:1     | —    | Кубок африканських націй 2015                              |
| 13                                   | 28 січня 2015     | Естадіо де Монгомо, Монгомо, Екваторіальна Гвінея     | Гвінея                                                   | 1:1     | —    | Кубок африканських націй 2015                              |
| 14                                   | 6 червня 2015     | Спортивний центр Маамора, Сале, Марокко               | Лівія                                                    | 2:2     | —    | Товариський матч                                           |
| 15                                   | 13 червня 2015    | Стад дю 26 Мар, Бамако, Малі                          | [[Файл:Шаблон:Прапор SSU\|20x13px\|SSU]] Південний Судан | 2:0     | 1    | кваліфікація КАН 2017                                      |
| 16                                   | 6 вересня 2015    | Стад де Котону, Котону, Бенін                         | Бенін                                                    | 1:1     | —    | кваліфікація КАН 2017                                      |
| 17                                   | 17 листопада 2015 | Стад дю 26 Мар, Бамако, Малі                          | Ботсвана                                                 | 2:0     | —    | кваліфікація КАН 2017                                      |

Станом на 23 листопада 2015 року.
Загалом: 17 матчів / 1 гол; 9 перемог, 6 нічиїх, 2 поразки.

## Досягнення

### Клубні
- Прем'єр-ліга Малі (АС Джоліба)
  -  Чемпіон (1): 2012
- Суперкубок Малі (АС Джоліба)
  -  Володар (2): 2012, 2013
- Чемпіонат ДР Конго з футболу (Лінафут) (ТП Мазембе)
  -  Чемпіон (2): 2013, 2014
- Суперкубок ДР Конго (ТП Мазембе)
  -  Володар (2): 2013, 2014
- Бронзовий призер Кубка африканських націй: 2013

#### Міднародні змагання
- Ліга чемпіонів КАФ (ТП Мазембе)
  -  Володар (1): 2015